# Luis Dellepiane
Pour les articles homonymes, voir Dellepiane.
Luis J. Dellepiane, né le 26 avril 1865 à Buenos Aires et mort le 14 août 1941 à Federal (Entre Ríos), était un ingénieur civil, professeur d’université, homme politique et militaire argentin. 
Scientifique de formation, professeur d’université, il était aussi un haut gradé de l’armée et s’engagea politiquement dans le parti radical. Lors des événements sanglants de la Semaine tragique à Buenos Aires (grève ouvrière ayant dégénéré en bataille de rue), le président radical Yrigoyen dut faire appel à lui et à sa 2e division pour mener la répression et rétablir l’ordre. Désigné ministre de la Guerre en 1928, sous le second mandat d’Yrigoyen, il mit en garde celui-ci contre le complot qui se tramait et contre ses propres erreurs, mais en vain, et remit sa démission.

## Biographie

### Carrière universitaire
Issu d’une famille aisée, ayant pour père le général yrigoyéniste Luis J. Dellepiane et pour mère l’Asturienne Perfecta Mastacha, Dellepiane se diplôma comme ingénieur civil et fit ensuite carrière dans l’enseignement universitaire, devenant notamment vice-doyen de la faculté des Sciences exactes, physiques et naturelles de l’Université nationale de Buenos Aires, où il dispensa des cours à partir de 1909, et siégeant d’autre part au Conseil supérieur de la même université. Il est considéré comme le père de la géodésie argentine, eu égard à son engagement et à ses travaux dans ladite science. Il fut également membre attitré (de número) de l’Académie nationale des Sciences exactes, physiques et naturelles.

### Semaine tragique (janvier 1919)
Membre de l’armée, où il acquit le grade de lieutenant-général, il s’engagea aussi en politique, aux côtés de l’Union civique radicale (UCR), alors dirigée par le président de la Nation argentine Hipólito Yrigoyen. Début 1919, tandis qu’avaient lieu à Buenos Aires les événements sanglants connus sous l’appellation de Semaine tragique, où une grève déclenchée par les ouvriers d’une usine métallurgique pour réclamer la réduction de la journée de travail de 11 à 8 heures, de meilleures conditions de salubrité, le respect du repos dominical, la hausse des salaires et la réintégration des délégués syndicaux licenciés, dégénéra en heurts violents entre grévistes, forces de l’ordre et milices patronales, Yrigoyen, prévoyant une évolution néfaste des événements, résolut de faire appel à l’armée, et prit contact avec son fidèle ami Dellepiane, qui avait sous ses ordres la 2e division de l’armée de terre, casernée dans la base militaire de Campo de Mayo. Certains accusent Dellepiane d’avoir toléré, voire encouragé, les exactions commises notamment par la Ligue patriotique argentine, groupe de choc parapolicier composé de jeunes gens de bonne famille, radicaux et conservateurs, qui s’en prit violemment dans toute la capitale aux travailleurs, aux immigrants étrangers et aux juifs, faisant de nombreuses victimes. Les troubles et la répression qui s’ensuivit, menée par Dellepiane, se soldèrent par un bilan de 141 à 700 morts (suivant la source) et des centaines de blessés.

### Carrière politique et coup d’État de 1930
En 1928, sous le second mandat d’Yrigoyen, Dellepiane fut nommé ministre de la Guerre, mais remit sa démission en 1930.
Cette année 1930, l’opposition, à laquelle se rangèrent les étudiants, accusa Yrigoyen d’avoir violé la constitution et dénonça la « dictature yrigoyéniste ». Entre-temps, au sein des Forces armées, se tramait une conspiration autour de la figure du général José Félix Uriburu ― conspiration qui tenait plus du secret de polichinelle ―, pendant que des groupes civils, inspirés des faisceaux italiens, offraient leurs services comme groupes paramilitaires d’appoint. Celui qui tenta d’en alerter le gouvernement fut Dellepiane, mais, ses avertissements ayant été dédaignés, il présenta sa démission, assortie d’une lettre, dont la presse publia le lendemain des extraits. Ultérieurement, Dellepiane affirma qu’il avait sollicité auprès d’Yrigoyen la permission de démanteler le complot, mais que celui-ci, sous l’influence de quelques intrigants dans son entourage, n’y donna pas suite. La lettre de démission de Dellepiane comportait le passage suivant :

« Je ne suis pas un politique et les intrigues que j’ai vues autour de moi, fondamentalement l’œuvre d’incapables et d’ambitieux, me répugnent, mais je suis observateur. J’ai vu et je vois autour de V.E. peu de gens loyaux et beaucoup d’intérêts. Il faudrait nommer un tribunal qui analyse la vie et les ressources de quelques-uns des hommes qui font opposition à V.E. et d’autres qui, jouissant de votre confiance, font en sorte que V.E. ― des idées et des propositions de qui, exprimées avec tant de constance, j’ai la meilleure opinion ― soit présenté au jugement de ses concitoyens de la manière la plus méprisante, au point que c’est une marée que rien n’arrêtera, si V.E. ne reconsidère pas les choses un instant et n’analyse pas la part de vérité, qui pour moi est grande, que peut contenir la protestation irritée qui est sur toutes les lèvres et palpite dans beaucoup de cœurs. À la fin, j’ai souhaité — de la même façon que pendant la dénommée semaine tragique, où spontanément et de ma propre décision j’ai contribué à sauver le premier gouvernement de V. E. — entreprendre de sauver une nouvelle fois le pays et l’armée du chaos qui les menace. Je regrette seulement de n’avoir pas pu accomplir d’œuvre constructive. »